# Laíla
Luiz Fernando Ribeiro do Carmo (Río de Janeiro, 27 de mayo de 1943 – Río de Janeiro, 18 de junio de 2021), más conocido como Laíla, fue un carnavalesco y director de carnaval brasileño.

## Biografía
Nació en el Morro do Salgueiro, en Tijuca, donde creció y aprendió todo lo que sabía sobre el carnaval. Laíla se hizo conocido por su personalidad. Ahí él fundó una de las primeras escuelas para niños (en portugués: escolas mirins), la escuela "Unidos da Ladeira", donde se destacó y fue por ello llamado a formar parte de Salgueiro, donde ocupó el cargo de director de armonía hasta 1975, conquistando siete títulos para la agremiación hasta que Aniz Abraão David, "Anísio", lo contrató, junto con Joãozinho Trinta, para reforzar a  Beija-Flor que, hasta entonces, era una escuela pequeña sin grandes resultados en el "Grupo Especial". En los tres primeros años, la sociedad Joãozinho-Laíla no podría haber sido más adecuada. La escuela nilopolitana ganó un tricampeonato (1976, 1977 e 1978).
En 1980 Laila se fue a Unidos da Tijuca, haciendo un carnval histórico al lado del carnavalesco Renato Lage y ascendiendo a la escuela de Borel para el Grupo Especial. Ahí estuvo hasta 1983, y en los años siguientes tuvo breves pasos por Unidos de Vila Isabel y por el carnaval de Belém hasta regresar a Beija-Flor en 1989, haciendo und esfile que marcó la historia del carnaval con la emblemática imagen del Cristo mendigo, cubierto por orden judicial y llevando la frase (ideada por él) "mesmo proibido, olhai por nós" (en español: "Aunque así prohibido, vela por nosotros"), en el enredo "Ratos e urubus, larguem minha fantasia". En 1992 salió de Beija-Flor y fue a Grande Rio, donde permaneció hasta 1994. En 1995 volvió a Beija-Flor y construyó la comisión de carnaval, que conquistó muchos títulos hasta el 2018.
Luego del carnaval del 2012, se especuló sobre su posible salida para regresar a Acadêmicos do Grande Rio, frustrada luego de una conversación con la dirección que aseguró su permanencia en Beija-Flor.
Laíla tuvo breves pasos por Unidos de Vila Isabel, Unidos da Tijuca, Grande Rio y hasta por el carnaval de São Paulo, en Peruche, además de haber trabajado en los carnavales de Belém y Porto Alegre. En la década de 1980, participó de la transmisión de los desfiles del Grupo Especial en TV Globo y de la grabación de un CD con las samba-enredos de las escuelas del Grupo Especial.
En el 2014, además de continuar como director de carnaval y armonía en Beija-Flor, estuvo en Inocentes, donde fue una especie de consultor de carnaval y no un director., además de supervisar las sambas-enredo de la agremiación.
Luego del carnaval del 2018, después de 23 años, Laíla dejó definitvamente Beija-Flor como consecuencia de la nueva filosofía implementada por Gabriel David, nuevo administrador de la escuela. El director regresó a Unidos da Tijuca para el carnaval del 2019, junto con el carnavalesco Fran Sérgio.
En el 2019, estuvo en el carnaval como director de la escuela de samba paulista Águia de Ouro. Ya para el carnval del 2020, luego de su salida de Unidos da Tijuca, Laíla actuó como director de carnaval de União da Ilha do Governador, aunque permaneció en Águia de Ouro. En el carnaval paulistano fue campeón del Grupo Especial, dandole a  Águia su primer título junto con el carnavalesco Sidnei França. En el carnaval carioca, descendió por primera vez con União da Ilha. Al final, Laíla obtuvo 28 títulos de carnaval, de los que 21 fueron del Grupo Especial de Río de Janeiro, 1 del Grupo Especial de São Paulo, cuatro del carnaval de Belém y dos en el grupo de acceso del carnaval carioca.

## Vida personal
Estuvo casado por más de 50 anos con Marli da Silva Ribeiro, con quien tuvo dos hijos: Luiz Cláudio da Silva Ribeiro y Denize da Silva Ribeiro.

## Morte

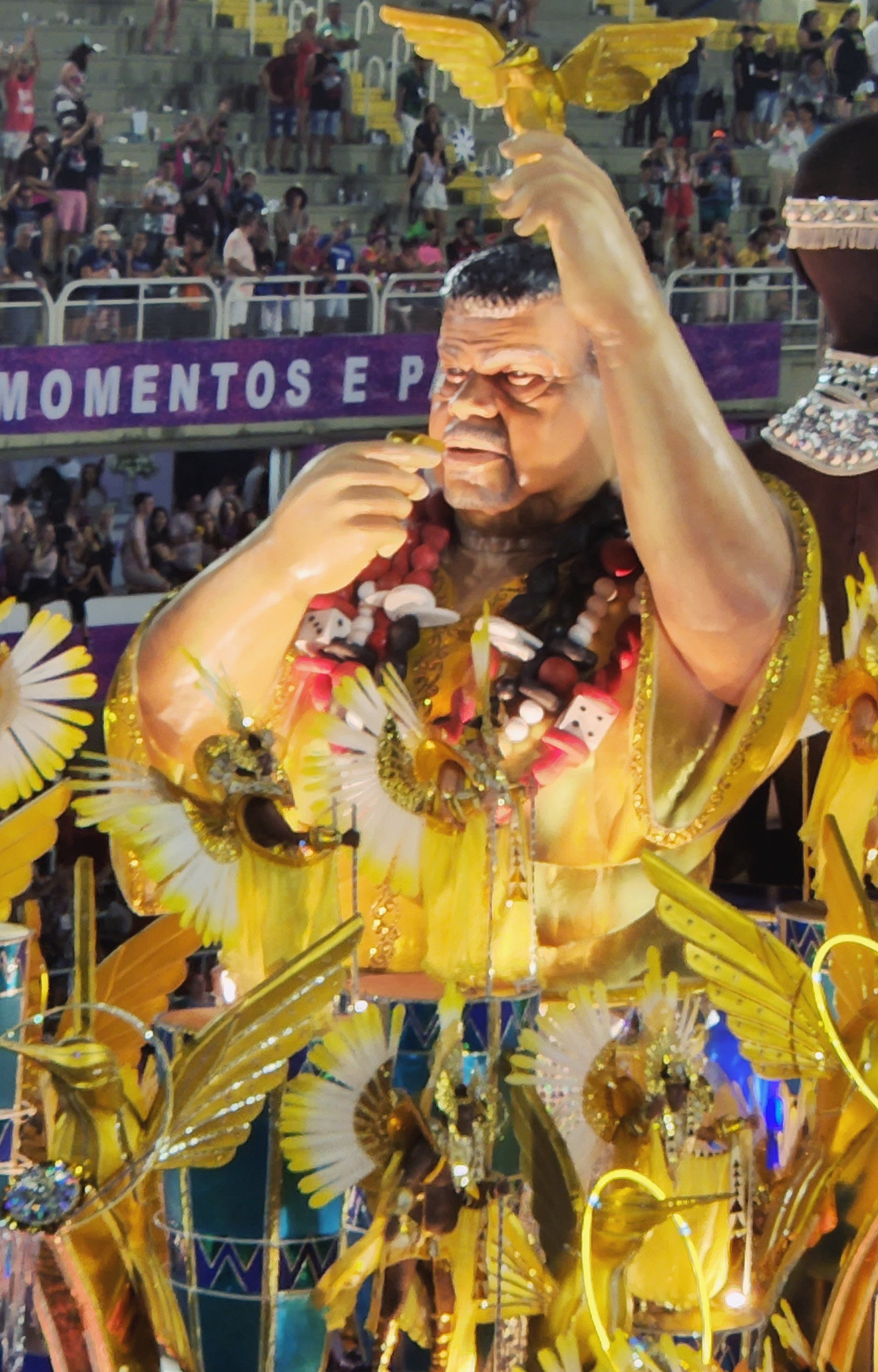
Homenaje a Laíla hecho por Beija-Flor en el desfile del 2022

Laíla murió el 18 de junio del 2021, a los 78 años, por complicaciones del COVID-19, luego de estar tres días internado en el Hospital Israelita Albert Sabin, ubicado en la Zona Norte de Río de Janeiro.
En su homenaje, el barracón de Beija-Flor de Nilópolis en la Cidade do Samba pasó a llamarse "Laíla". En el desfile de la escuela del 2022, Laíla fue homenajeado en el último carro alegórico del desfile. El director fue el tema del enredo en el desfile de Beija-Flor durante el carnaval del 2025, en un desfile que consagró a la escuela campeona de ese año por decimoquinta vez.